# Ala Ali Szajba as-Sajjid
Ala Ali Szajba as-Sajjid (arab. علاء علي شيبه السيد ;ur. 19 listopada 1993) – egipski zapaśnik walczący w stylu wolnym. Triumfator mistrzostw arabskich w 2019 i 2022 roku.